# گوندولا

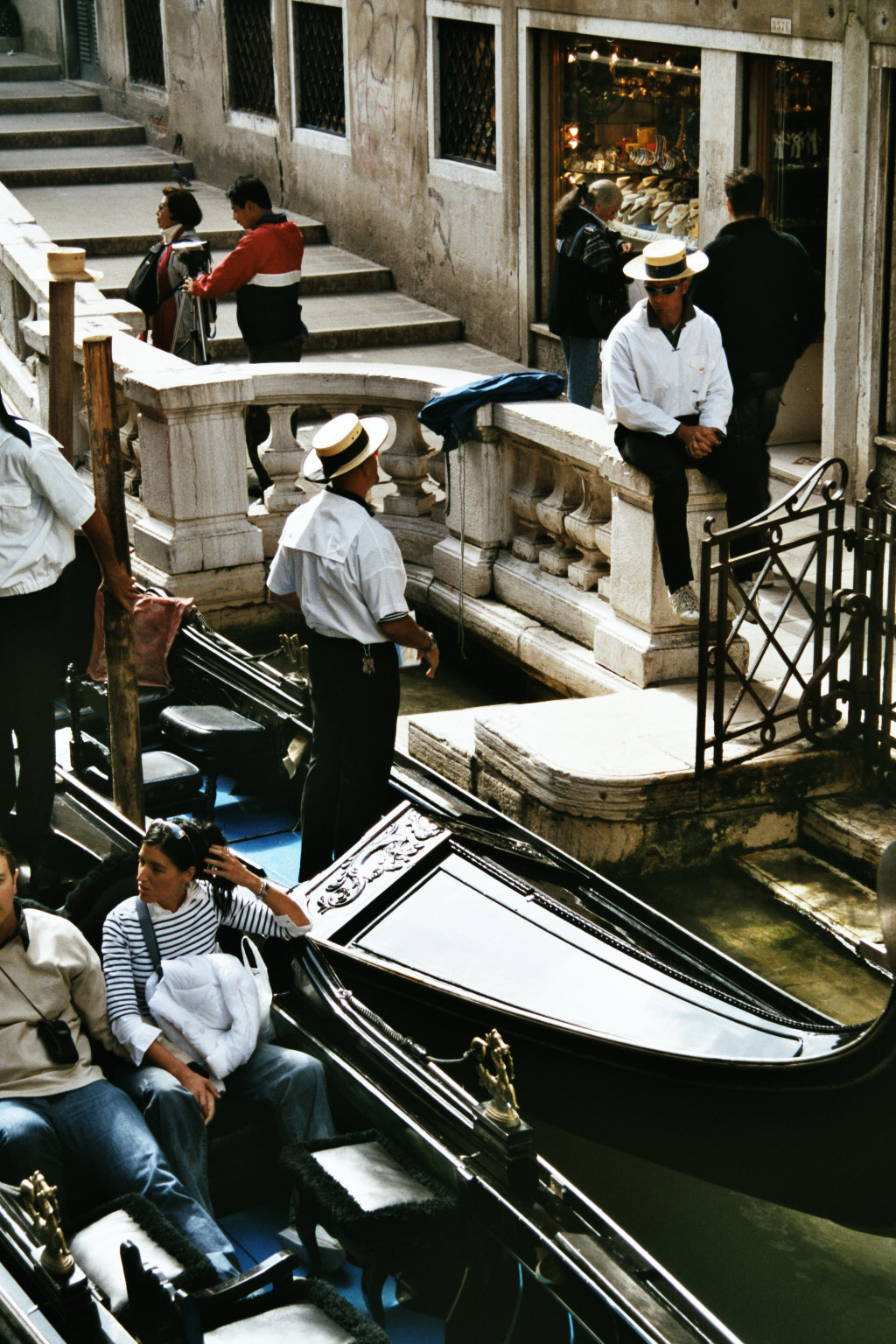
گوندولا، گوندولاران و گردشگران

گوندولا (به ایتالیائی: gondola) یک نوع بلم و قایق پاروئی باریک و دراز است که بیشتر در شهر ونیز ایتالیا برای جابجایی افراد و بارها استفاده می‌شود.
گوندولاها سده‌های پیاپی وسیله اصلی ترابری در ونیز بوده‌اند و امروزه نیز نقش مهمی در جابجایی مردم و کالاها در آبراهه‌های ونیز دارند.
گوندولا توسط یک پاروزن به نام گوندولیر (گوندولاران) حرکت می‌کند. گوندولاران رو به سوی ته قایق ایستاده و یک پاروی تکی را درون آب فشار می‌دهد تا گوندولا به حرکت درآید.

## پیشینه
باور بر اینست که قایق‌های گوندولا در این شکل پیرامون سدهٔ ۱۱ میلادی ساخته شدند. نخستین عکس‌ها از گوندولاها در سدهٔ پانزدهم چاپ شد. شهر ونیز در خلال سدهٔ شانزدهم، ۱۰ هزار گوندولای فعال در نهرهای خود داشت. ولی امروزه از این گونه قایق بیشتر برای سرگرمی و جابجایی گردشگران بهره می‌گیرند.
ریشهٔ نام گوندولا را برخی از واژهٔ cymbula لاتین به معنی قایق می‌دانند و برخی نیز برگرفته از واژهٔ conchula به معنی صدف کوچک.

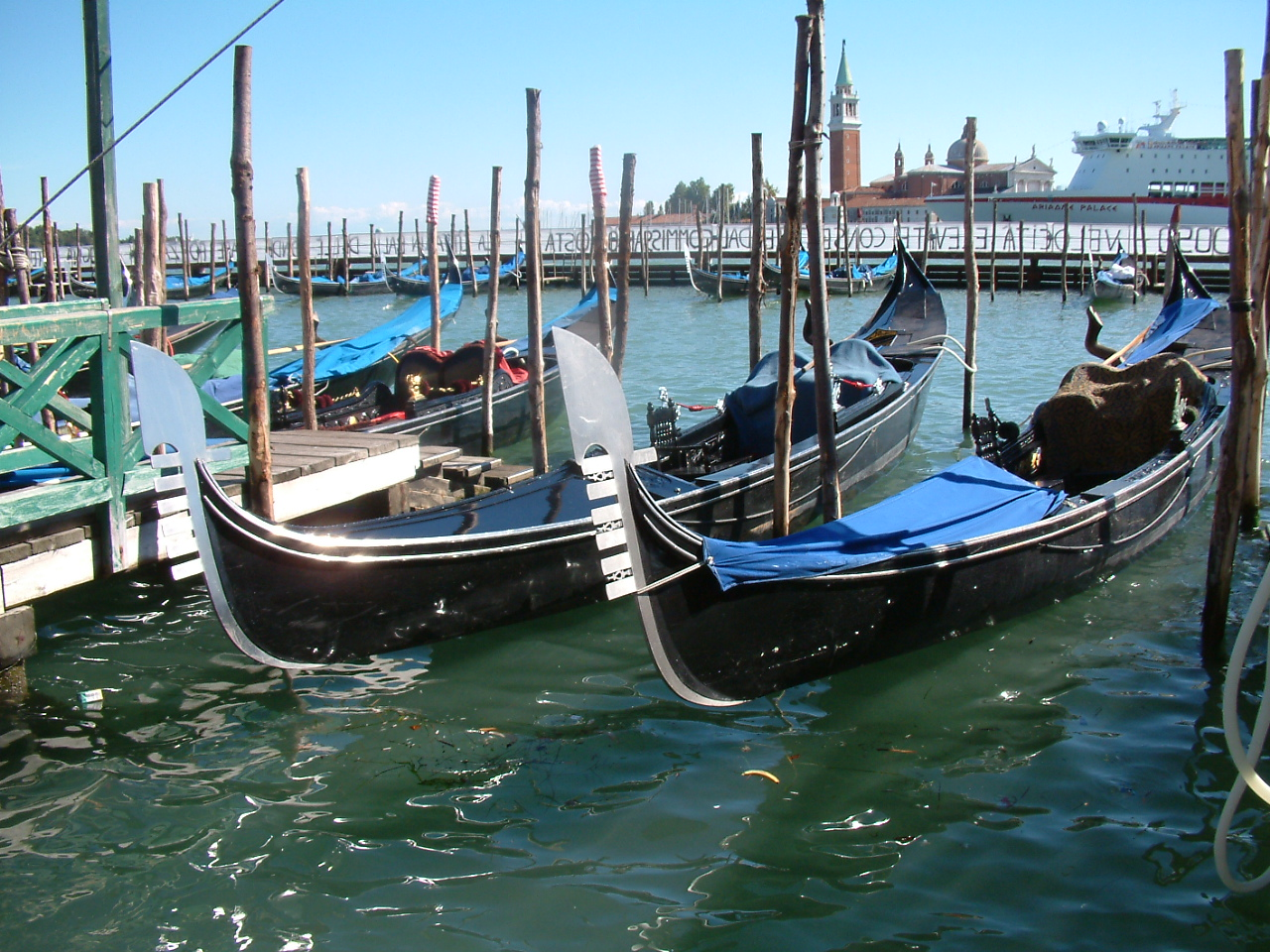
گوندولاهای ونیز